# مستورة أردلان
مستورة أو مستورة أردلان ولد سنة 1805 وتوفيت سنة 1848، هي ماهشرف خانم الكردستاني (بالكردية: مەستوورە ئەردەڵان) من سنندج من كردستان الايران أحد أشهر الشعراء والمؤرخین الكرد. لها كتابات في الشعر، التأريخ والعقائد. كانت مستورة أول شاعرة ومؤرخة كردية.